# Danilo (football, 1986)
Pour les articles homonymes, voir Danilo.
Danilo Cirino de Oliveira dit Danilo, né le 11 novembre 1986 à Sorocaba (São Paulo), est un footballeur brésilien. Il évolue au poste d'attaquant au Muaither SC.

## Biographie
Il a marqué deux buts avec l'équipe valaisanme. Un pénalty face à Bienne en quart de finale de la coupe de Suisse et le deuxième contre Thoune (1-0) sur un centre de Yoda. Ces performances n'ont pas été celles attendues, ce qui a poussé le club a prêté l'attaquant brésilien en première division ukrainienne au Zorya Luhansk jusqu'au 31 août 2013. À la suite de ce prêt, le FC Zorya activera une option d'achat.